# La mujer y el jockey
La mujer y el jockey, también conocida como La mujer y el jockey (Hipódromo) es una película de Argentina en blanco y negro dirigida por José Suárez según guion de Antonio Botta que se estrenó el 21 de diciembre de 1939 y que tuvo como protagonistas a Alicia Barrié, Antonio Capuano, Dringue Farías y Severo Fernández. También trabajó el conocido jockey Elías Antúnez.

## Sinopsis
Unos delincuentes dopan un caballo de carrera convirtiéndolo en un crack mientras su jockey y propietario es seducido por una mujer.

## Reparto
- Alicia Barrié
- Antonio Capuano
- Dringue Farías
- Severo Fernández
- Dorita Ferreyro
- Vicente Forastieri
- Lalo Malcolm
- César Mariño
- Elvira Quiroga
- Elías Antúnez

## Comentario
El crítico Calki señaló que la factura técnica es excelente pero lamentó verla utilizada en un asunto tan banal.